# Hauteville-lès-Dijon
 Hauteville-lès-Dijon  es una población y comuna francesa, en la región de Borgoña, departamento de Côte-d'Or, en el distrito de Dijon y cantón de Fontaine-lès-Dijon.

## Demografía
| 202 | 224 | 335 | 663 | 963 | 1023 |
| Para los censos de 1962 a 1999 la población legal corresponde a la población sin duplicidades (Fuente: INSEE [Consultar]) |     |     |     |     |      |